# Девана
Девана е богиня на лова, съпруга на бога на горите Святобор и дъщеря на Перун.

## Особености
Славяните я почитат като богиня под формата на красиво момиче, облечено в интелигентно kunyu палто, поръбени с катеричка. Над палтото носи красива меча кожа. Има шапка от глава на звяр.

## Способности
Умее да използа лък и стрели, остър нож и копие, с които ловува, както и да учи как да се избегнат опасностите и издържат суровата зима.

## Сфера на влияние
Девана е почитана предимно от ловци, които и се молят да дари с късмет лова.